# Celeste D'Arrando

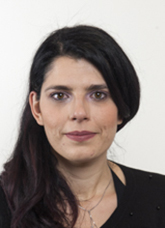
Celeste D'Arrando

Celeste D'Arrando é uma política italiana. Ela foi eleita deputada para o Parlamento da Itália nas eleições legislativas italianas de 2018 para a Legislatura XVIII.

## Carreira
D'Arrando nasceu em 23 de março de 1985 em Torino.
Ela foi eleita para o Parlamento Italiano nas eleições legislativas italianas de 2018, para representar o distrito de Piemonte 1 para pelo Movimento Cinco Estrelas.